# Меликян, Спартак Сейранович
Спарта́к Сейра́нович Меликя́н (арм. Սպարտակ Մելիքյան, 2 января 1968, село Човдар, Дашкесанский район) — депутат парламента Армении.
- 1986—1988 — служил в Советской армии.
- 1991—1996 — Приморская государственная сельскохозяйственная академия. Инженер-зооветеринар.
- 1992—1997 — экономический факультет той же академии. Экономист. Кандидат экономических наук.
- 2003—2006 — Московский новейший юридический институт. Юрист.
- 1992—1994 — работал в частном предприятии «Арарат» в качестве главного бухгалтера.
- 1994—1995 — генеральный директор ООО «Спартак» (г. Уссурийск).
- 1995—1996 — генеральный директор ОАО «Антарес» (г. Уссурийск).
- 1996—1998 — руководитель Уссурийского филиала Приморского благотворительного фонда продовольствия.
- 1998—2002 — руководил ОАО «Уссурийск ГУМ».
- 2002—2003 — председатель совета директоров ОАО «Зоокомплекс».
- 2003—2007 — занимался частным бизнесом.
- 12 мая 2007 — избран депутатом парламента. Член постоянной комиссии по защите прав человека и общественным вопросам. Член партии «РПА».